# Cymbirhynchus macrorhynchos
El eurilaimo rojinegro (Cymbirhynchus macrorhynchos) es una especie de ave paseriforme de la familia Eurylaimidae endémica del sudeste asiático. Es la única especie del género Cymbirhynchus.

## Distribución y hábitat
Se encuentra en las selvas húmedas tropicales de Indochina, la península malaya, Sumatra y Borneo, distribuido por  Camboya, Laos, Malasia, sur de Birmania, oeste de Indonesia, Tailandia, Vietnam, Singapur y Brunéi.

## Subespecies
Se reconocen las siguientes subespecies:
- Cymbirhynchus macrorhynchos macrorhynchos (Gmelin, 1788) - Sumatra, Borneo y algunas islas menores adyacentes;
- Cymbirhynchus macrorhynchos affinis Blyth, 1846 - centro y oeste de Birmania;
- Cymbirhynchus macrorhynchos malaccensis Salvadori, 1874 - Tenasserim, península malaya e Indochina.